# Revolta d'abril
La Sublevació d'abril  (a búlgar Априлско въстание,  Aprilsko vastanie ), va ser una insurrecció organitzada pels búlgars de l'Imperi Otomà entre abril i maig de 1876 durant la Gran crisi oriental després de l'inici de la revolta d'Herzegovina, i que va tenir com a resultat, indirectament, la independència de Bulgària en 1878. Va ser l'última i de més llarg abast d'una sèrie de revoltes que havien tingut lloc a Bulgària contra el poder otomà. No obstant això, es va produir només en alguns territoris.

## Conseqüències
La dura repressió va provocar la guerra russo-turca i la Gran crisi oriental. Fruit dels aixecaments i guerres va ser el Congrés de Berlín el 1878, que va donar a Montenegro i Sèrbia la independència i més territori, mentre que l'Imperi Austrohongarès va ocupar Bòsnia i Hercegovina tot i que va romandre de jure territori otomà.